# Krasiejów (przystanek kolejowy)
Krasiejów – przystanek kolejowy w Krasiejowie, w województwie opolskim, w Polsce. Według klasyfikacji PKP ma kategorię dworca lokalnego.

## Ruch pasażerski
| Rok  | Wymiana pasażerska na dobę |
| ---- | -------------------------- |
| 2017 | 50-99                      |
| 2022 | 100-149                    |